# Липова алея (Ужгород)
Ли́пова але́я — парк-пам'ятка садово-паркового мистецтва місцевого значення в Україні. Розташована в межах міста Ужгорода, на набережній Незалежності та Студентській набережній. 
Площа 1 га, висаджена у 1928 році чеськими ботаніками на честь десятої річниці утворення Чехословацької Республіки. Однією з причин вибору саме липи є те, що це національне дерево чеського народу. Перебуває у віданні Ужгородського міськвиконкому. 
Алея розташована на правому березі річки Уж і має довжину 2,2 км. Нараховує близько 300 екземплярів лип, висаджених у два ряди. Поруч із західною частиною алеї розташований парк-пам'ятка садово-паркового мистецтва «Партерний сквер», а поруч зі східною частиною — пам'ятка природи «Ясен Масарика». 
Алея є улюбленим місцем відпочинку мешканців та гостей міста. 

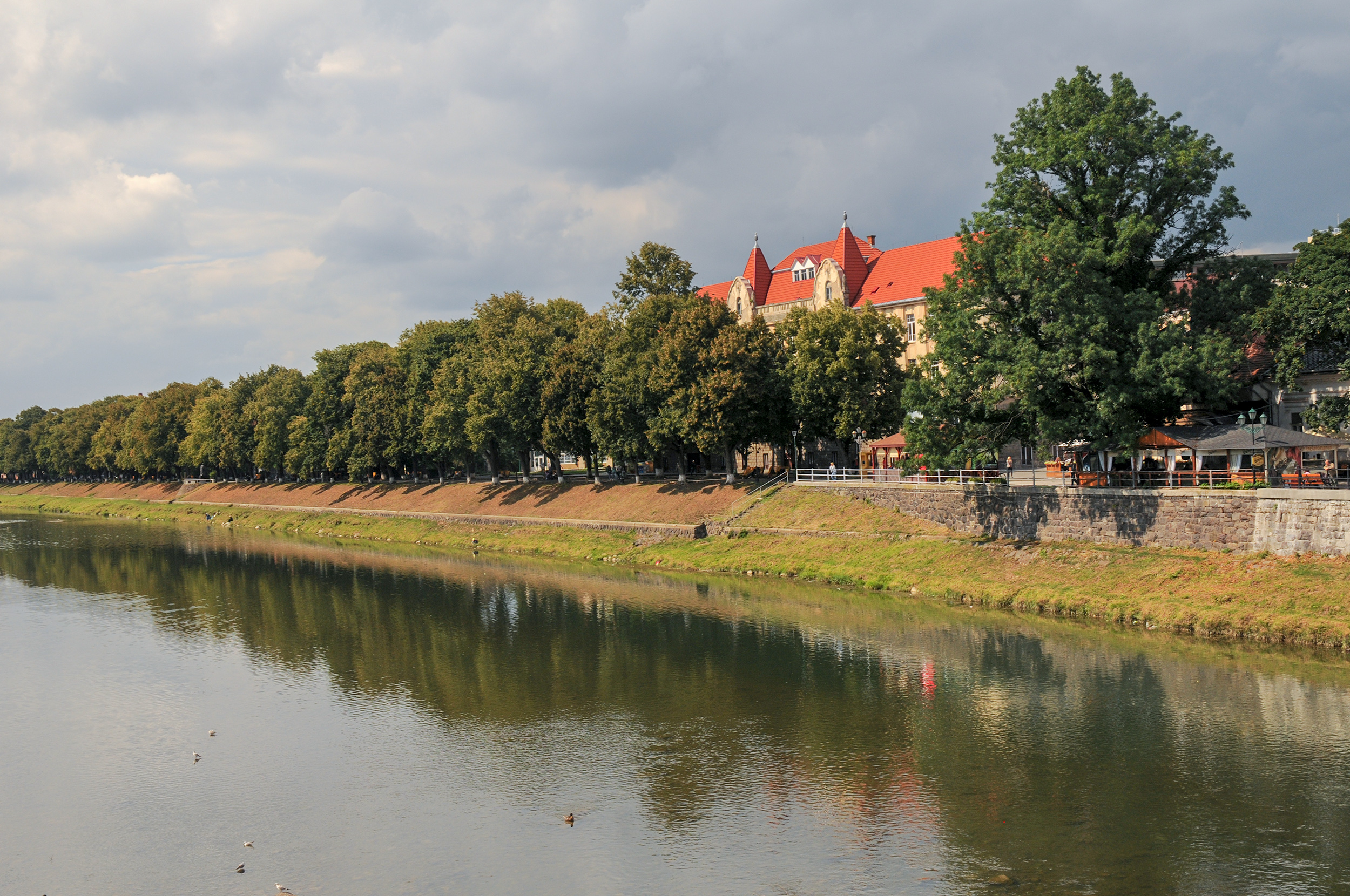
Алея з пішохідного моста
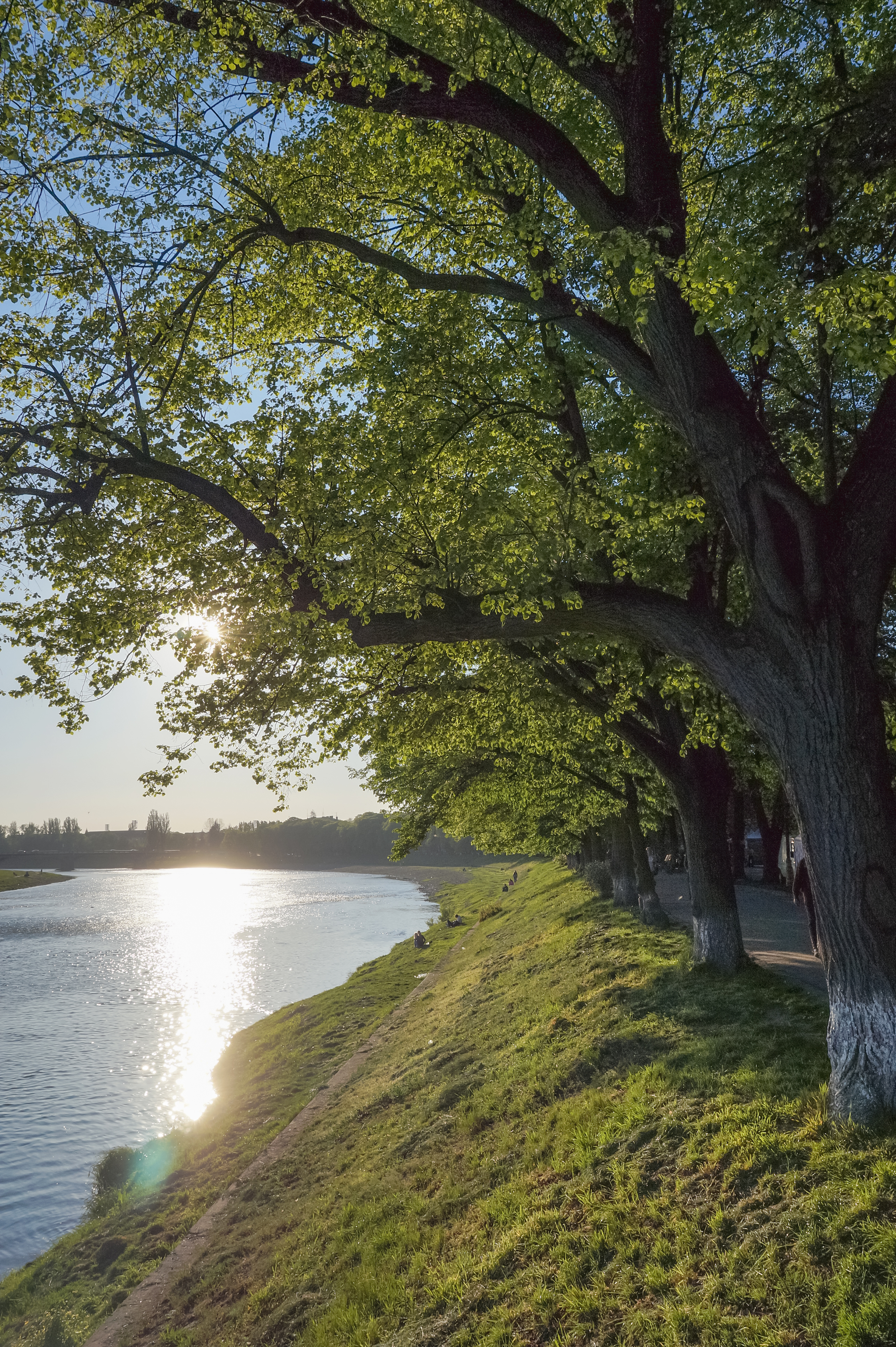
Схил та берег річки Уж
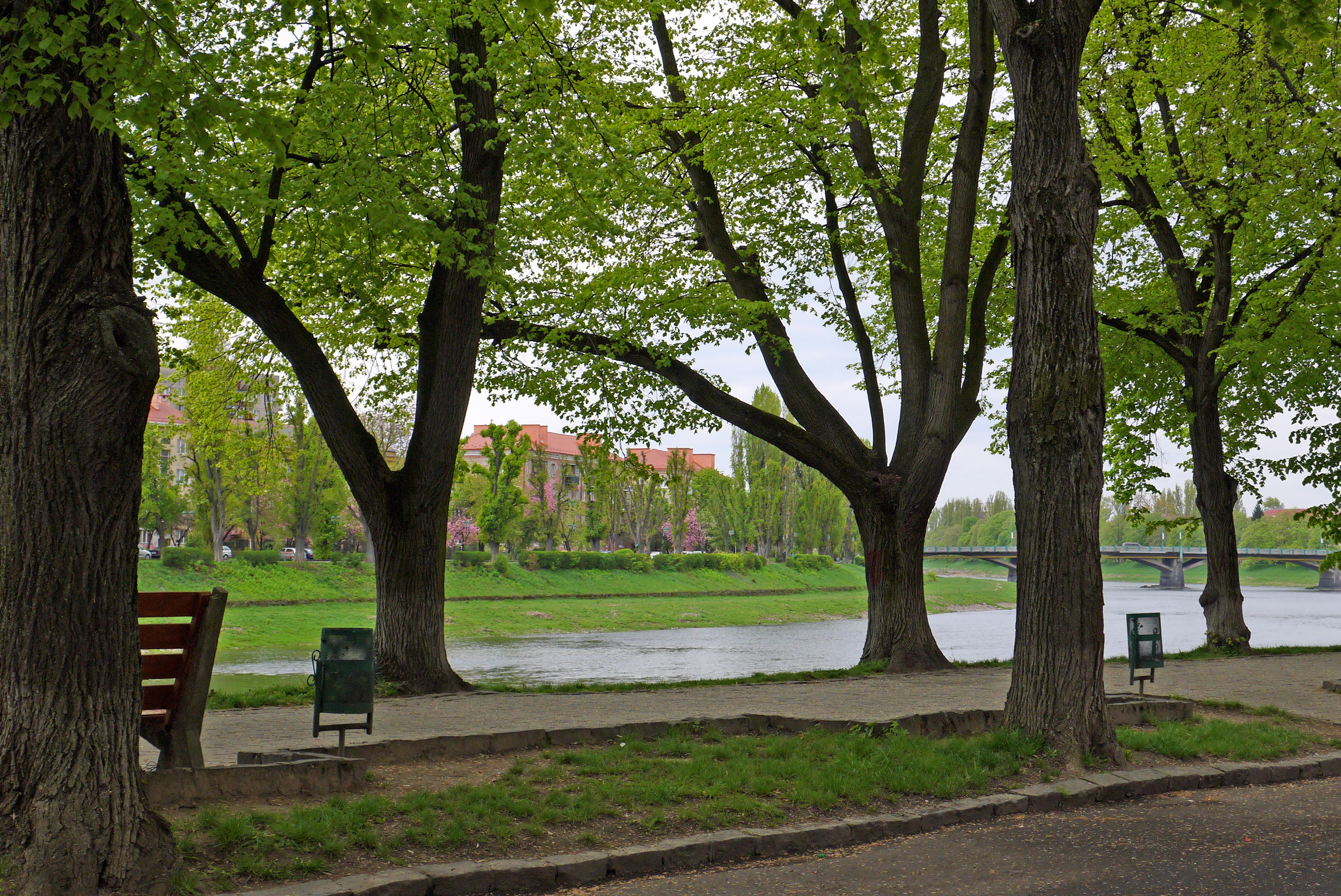
Дорога в алеї
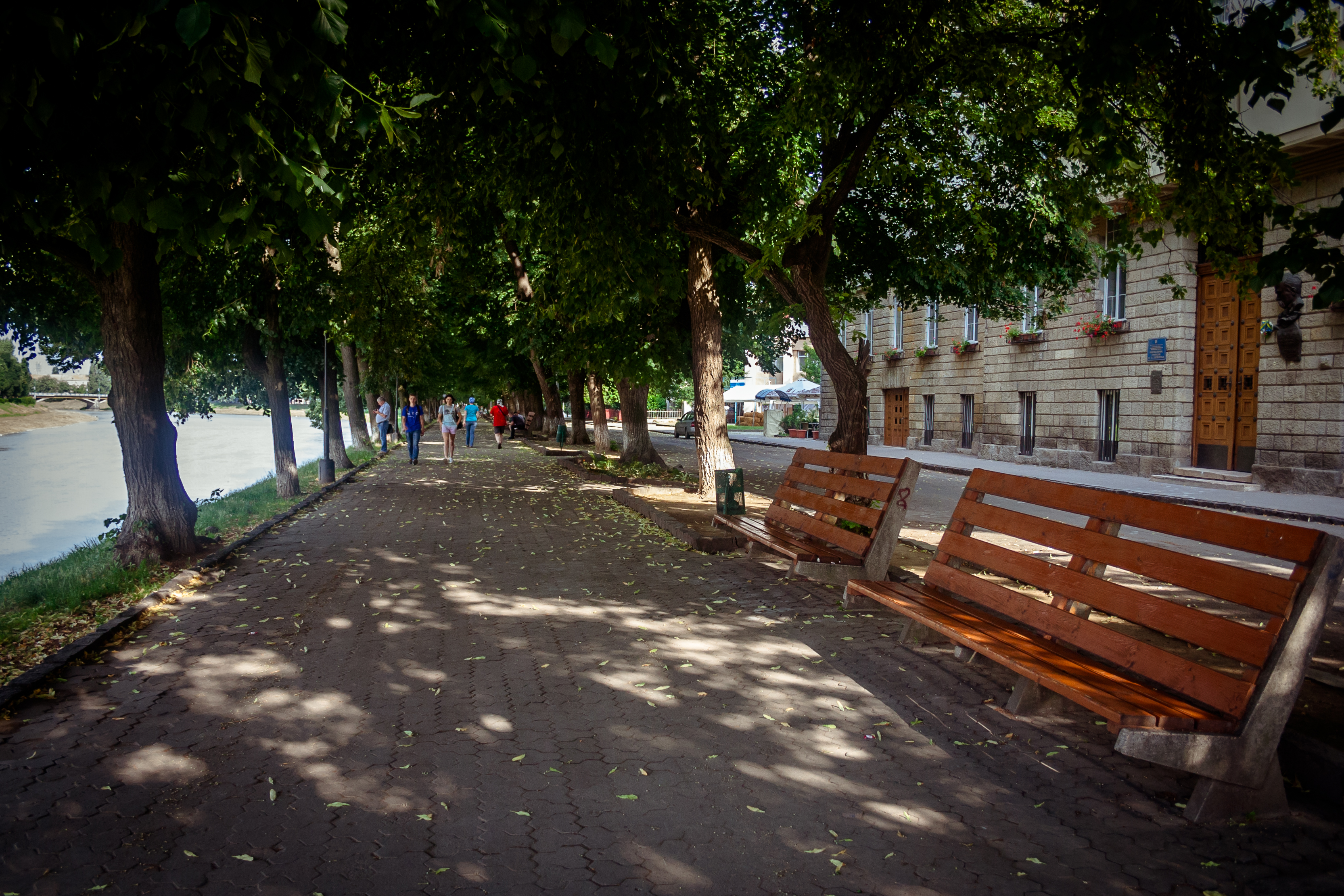
Дорога алеї та лавки
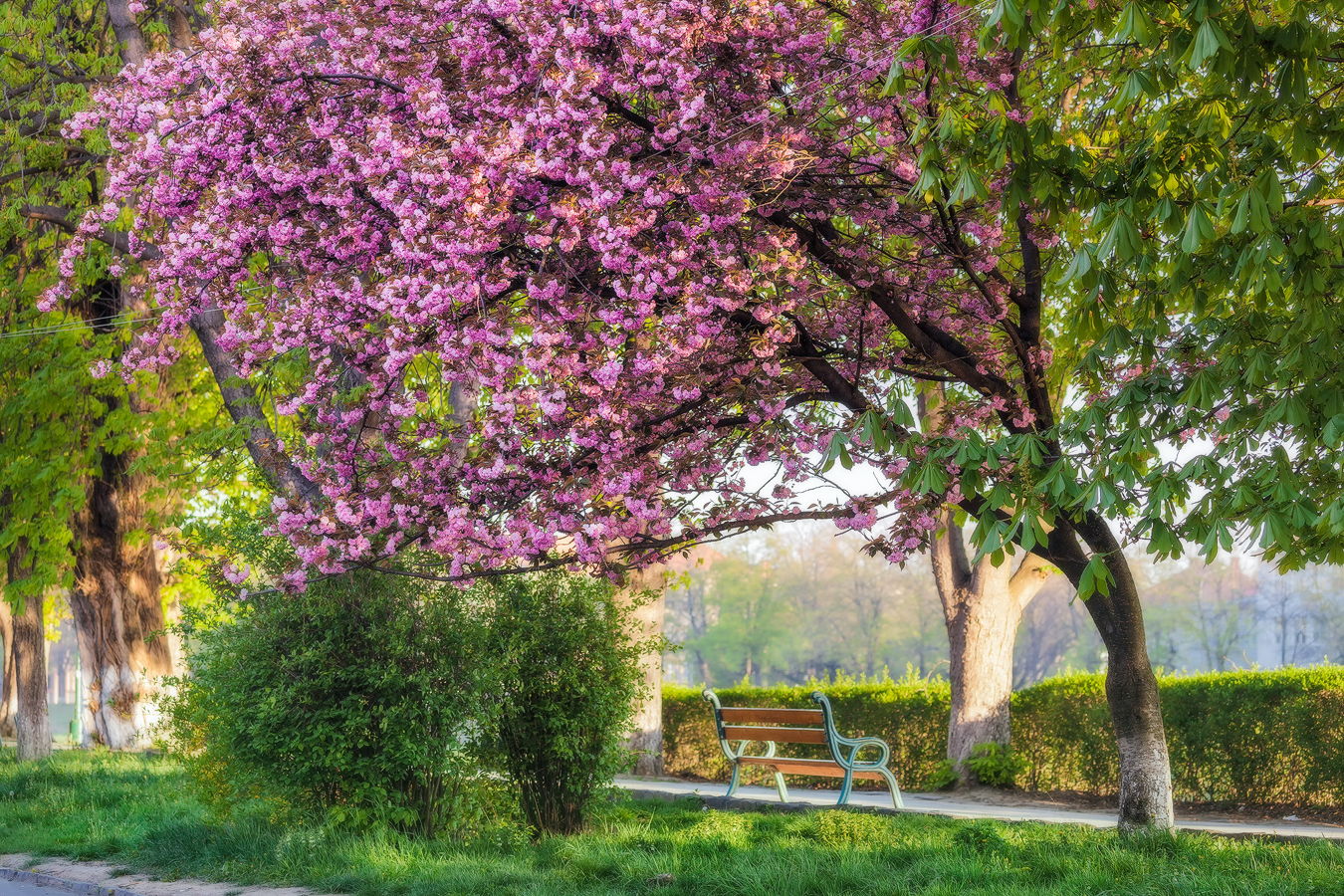
Цвітуча сакура